# Chaetopteridae
Chaetopteridae zijn een familie van borstelwormen. De wetenschappelijke naam van de familie werd in 1833 gepubliceerd door Jean Victor Audouin en Henri Milne-Edwards.

## Geslachten
- Chaetopterus Cuvier, 1830
- Mesochaetopterus Potts, 1914
- Mesotrocha Leuckart & Pagenstecher in Leuckart, 1855
- Phyllochaetopterus Grube, 1863
- Spiochaetopterus M Sars, 1856

## Synoniemen
- Leptochaetopterus Berkeley, 1927 => Spiochaetopterus M Sars, 1856
- Phyllochaetopreus [auctt. misspelling] => Phyllochaetopterus Grube, 1863
- Ranzania Claparède, 1870 => Mesochaetopterus Potts, 1914
- Ranzanides Chamberlin, 1919 => Mesochaetopterus Potts, 1914
- Sasekumaria Rullier, 1976 => Mesochaetopterus Potts, 1914
- Telepsavus Costa, 1861 => Spiochaetopterus M Sars, 1856
- Tricoelia Renier, 1804 => Chaetopterus Cuvier, 1830